# ويليام سارجانت
ويليام والترز سارجانت (24 أبريل 1907 - 27 أغسطس 1988) هو طبيب نفسي بريطاني معروف باندفاعه الإنجيلي الذي استخدمه في الترويج لعلاجات مثل الجراحة النفسية، والعلاج بالنوم العميق، والعلاج بالصدمات الكهربائية والمعالجة بالصدمة الإنسولينية.
درس سارجانت الطب في كلية سانت جونز في كامبريدج، وحصل على تأهيله كطبيب في مستشفى سانت ماري في لندن. حبط طموحه في العمل كطبيب معالج جراء تقديمه ورقة بحثية كارثية بالإضافة إلى إصابته بالانهيار العصبي، ليحوّل انتباهه بعد ذلك نحو الطب النفسي. بدأ سارجانت العمل مع خدمة الطوارئ الطبية في ساتون خلال الحرب العالمية الثانية، بعد خضوعه للتدريب على يد إدوارد مابوثر في مستشفى مودسلي جنوب لندن.
في عام 1948، شغل سارجانت منصب مدير قسم الطب النفسي في مستشفى سانت توماس في لندن، إذ بقي هناك حتى تقاعده (وبعده) في عام 1972، بالتزامن مع عمله في علاج المرضى في بعض المستشفيات الأخرى، وبنائه عيادة خاصة مربحة له في هارلي ستريت بالإضافة إلى عمله كطبيب نفسي إعلامي.
شارك سارجانت في تأليف كتاب حول العلاج الفيزيائي في الطب النفسي إذ صدر الكتاب في خمس طبعات. كتب سارجانت أيضًا العديد من المقالات في الصحافة الطبية والعامة، وسيرة ذاتية، العقل الذي لا يهدأ، وكتاب بعنوان معركة من أجل العقل إذ ناقش فيه طبيعة العملية التي تتعرض خلالها عقولنا لتأثيرات الآخرين. على الرغم من اعتباره قوة رئيسية في الطب النفسي البريطاني في سنوات ما بعد الحرب، أدت حماسته للعلاجات التي فقدت مصداقيتها، مثل العلاج بالصدمة الإنسولينية والعلاج بالنوم العميق، ونفوره من جميع أنواع العلاج النفسي واعتماده على العقيدة عوضًا عن الدليل السريري إلى اعتباره شخصية مثيرة للجدل، ونادرًا ما يُستشهد بعمله في نصوص الطب النفسي الحديثة.

## الحرب العالمية الثانية
بعد اندلاع الحرب في سبتمبر 1939، عاد سارجانت إلى بريطانيا ليجد مودسلي خالية ومقسمة إلى قسمين – ذهب النصف الأول إلى مدرسة ميل هيل في شمال لندن، بينما أنشأ النصف الثاني مستشفى في ورشة عمل بلمونت القديمة بالقرب من ساتون في ساري. أُرسل سارجانت مع كل من إتش جي شورفون، والمدير السريري إليوت سلاتر والمشرف الطبي لويس مينسكي إلى ورشة بلمونت – التي أُعيدت تسميتها إلى خدمة ساتون للطوارئ الطبية (عاد اسمها إلى بلمونت في عام 1953). كان المستشفى خاضعًا لسيطرة مشتركة من قبل وزارة الصحة ومجلس مقاطعة لندن واستقبل المرضى المدنيين والعسكريين على حد سواء. عبّر سارجانت عن إحباطه حيال محاولة مجلس مقاطعة لندن الحد من تجاربه مع علاجات جديدة مثل المعالجة بالتخليج الكهربائي والجراحة النفسية (التي يُطلق عليها أيضًا اسم بضع الفص الجبهي)، قال سارجانت مع ذلك «لقد حصلنا عمومًا على طريقتنا الخاصة في نهاية المطاف». لم يكن من المسموح لهم، على سبيل المثال، إجراء العمليات الجراحية النفسية الفردية إلا بموافقة من مستشاري المجلس. في الحالات التي نصح الأطباء فيها بعدم إجراء العملية، لجأ سارجانت إلى التحايل عن طريق إرسال المرضى للخضوع إلى الجراحة على يد ويلي مكيسوك في مستشفى سانت جورج، (حيث تولى إليوت سلاتر المسؤولية مؤقتًا عن قسم الطب النفسي). وصف سارجانت فعله هذا بأنه «فعل للخير خلسة». مع ذلك، ينظر إليه النقاد باعتباره صاحب آراء متطرفة، وشخصًا وحشيًا عديم المسؤولية وغير قادر على سماع النصيحة؛ اقترح البعض أنه كان مدفوعًا بغضب مكبوت عوضًا عن الرغبة في مساعدة الناس. وقع اختيار سارجانت على الأفراد المصابين بالعصاب، على وجه الخصوص أولئلك الذين يعانون من الأفكار الاجترارية الهوسية، من أجل إجراء العمليات الجراحية، التي ترافقت مع خطر كبير بالموت، وتدهور بالشخصية، والنوبات الصرعية والسلس البولي. بعد انسحاب دونكيرك، استقبلت خدمة الطوارئ الطبية في ساتون أعدادًا كبيرة من الضحايا العسكريين النفسيين ما دفع سارجانت إلى تطوير تقنيات التنفيس – يمكن للمرضى عيش تجاربهم المؤلمة مرة أخرى تحت تأثير الباربيتورات. استخدم سارجانت أيضًا المعالجة بالأنسولين المعدل، والمعالجة بالتخليج الكهربائي والتهدئة في علاج المرضى العسكريين. خلال الحرب، كتب سارجانت بالتعاون مع إليوت سلاتر كتابًا دراسيًا بعنوان مقدمة في أساليب العلاج الفيزيائية للطب النفسي؛ صدر الكتاب في خمس طبعات، وتُرجم إلى عدة لغات. في عام 1940، تزوج سارجانت من بيغي غلين، الذي التقى بها في المختبر في بلمونت، حيث عملت بيجي كمتطوعة. لم يكن للزوجين أطفال.